# Quinua (Perú)
Quinua es un pequeño pueblo en la provincia de Huamanga, en el departamento de Ayacucho, Perú, a 37 km (23 millas) de la ciudad de Huamanga (Ayacucho), a una altitud de 3.300 metros (10.830 pies), que sirve hoy como la capital administrativa del distrito del mismo nombre. Es célebre por la Batalla de Ayacucho ocurrida en 1824.

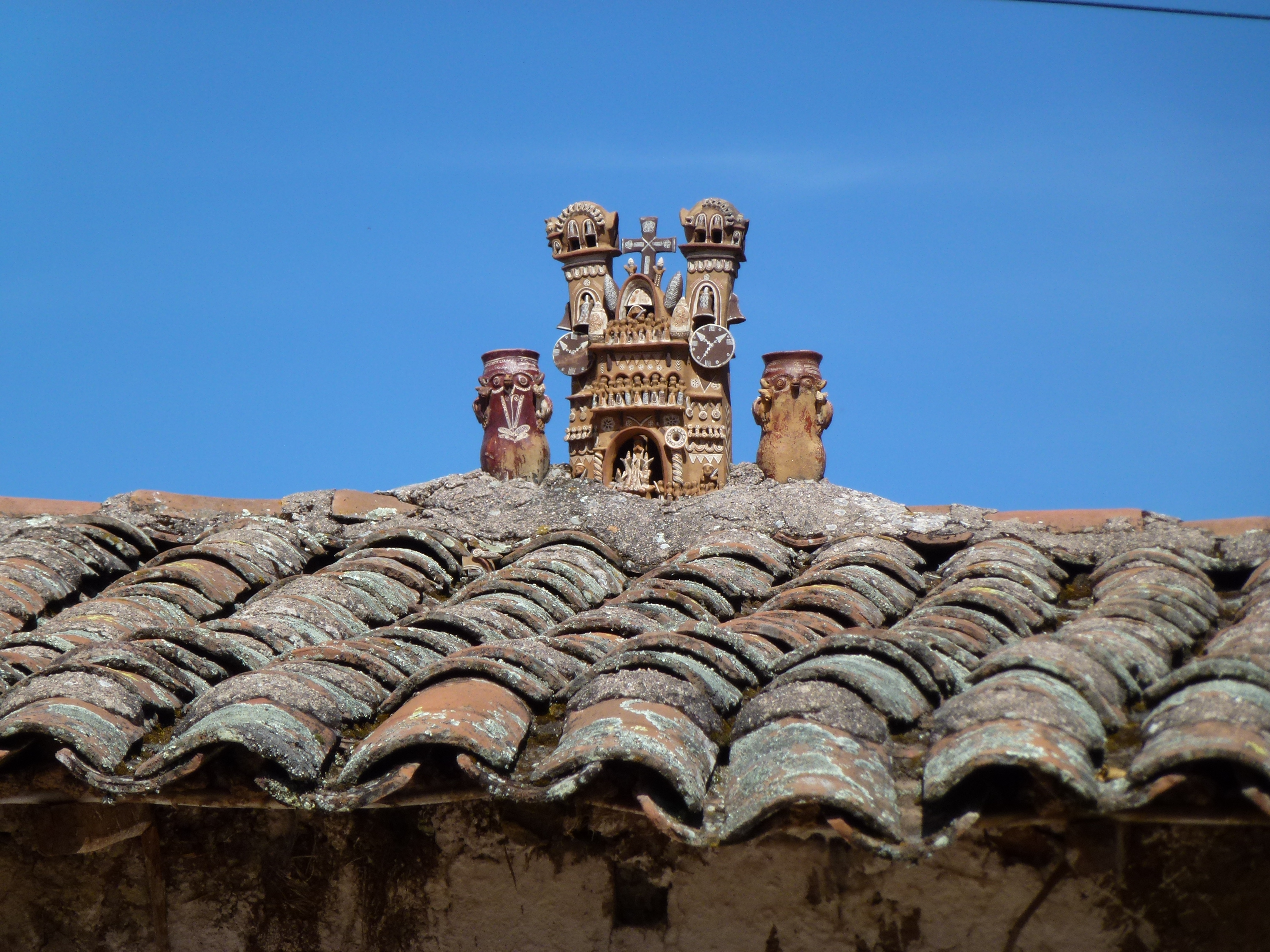

## Historia
Es conocido por su cerámica y sirve como parada entre las ciudades más grandes de Ayacucho, Huamanga y Huanta, y las selvas de la provincia de San Miguel. Quinua recibió un impulso primordial de la agricultura de subsistencia con la celebración del sesquicentenario de la Batalla de Ayacucho en 1974. En la preparación de las ceremonias dedicando un obelisco de 44 metros (144 pies) que conmemora la lucha de 44 años por la independencia, una carretera asfaltada que une Quinua con Huamanga fue construido, acortando de este modo a menos de una hora lo que hasta entonces había sido una viaje de medio día.
Después del terror infundado por el movimiento terrorista de Sendero Luminoso, la ciudad aprovechó de su ubicación histórica, obteniendo una cuota de mercado del turismo de Ayacucho. Entre los atractivos que ofrece a los más de 10.000 quienes visitan cada año el campo de batalla y el obelisco conmemorativo, un museo histórico ubicado en la casa donde se firmó el Acta de Capitulación, la arquitectura tradicional de la ciudad, y los alimentos tradicionales ayacuchanos preparados y servidos en un entorno rural. La cerámica es ahora la industria principal de la ciudad, con un 70% de su población económicamente activa dedicada a la producción o venta de cerámica típica de la ciudad.

## Clima
| Parámetros climáticos promedio de Quinua | Parámetros climáticos promedio de Quinua | Parámetros climáticos promedio de Quinua | Parámetros climáticos promedio de Quinua | Parámetros climáticos promedio de Quinua | Parámetros climáticos promedio de Quinua | Parámetros climáticos promedio de Quinua | Parámetros climáticos promedio de Quinua | Parámetros climáticos promedio de Quinua | Parámetros climáticos promedio de Quinua | Parámetros climáticos promedio de Quinua | Parámetros climáticos promedio de Quinua | Parámetros climáticos promedio de Quinua | Parámetros climáticos promedio de Quinua |
| Mes                                      | Ene.                                     | Feb.                                     | Mar.                                     | Abr.                                     | May.                                     | Jun.                                     | Jul.                                     | Ago.                                     | Sep.                                     | Oct.                                     | Nov.                                     | Dic.                                     | Anual                                    |
| ---------------------------------------- | ---------------------------------------- | ---------------------------------------- | ---------------------------------------- | ---------------------------------------- | ---------------------------------------- | ---------------------------------------- | ---------------------------------------- | ---------------------------------------- | ---------------------------------------- | ---------------------------------------- | ---------------------------------------- | ---------------------------------------- | ---------------------------------------- |
| Temp. máx. media (°C)                    | 25                                       | 26                                       | 26                                       | 25                                       | 23                                       | 22                                       | 21                                       | 21                                       | 21                                       | 22                                       | 23                                       | 24                                       | 23.3                                     |
| Temp. media (°C)                         | 13                                       | 12.8                                     | 12.6                                     | 12.7                                     | 11.7                                     | 10.4                                     | 10.4                                     | 11.4                                     | 12.5                                     | 13.5                                     | 13.8                                     | 13.3                                     | 12.3                                     |
| Temp. mín. media (°C)                    | 18.5                                     | 19                                       | 20                                       | 18                                       | 17                                       | 16                                       | 15                                       | 14.5                                     | 14.5                                     | 15                                       | 16                                       | 17                                       | 16.7                                     |
| Fuente: climate-data.org                 |                                          |                                          |                                          |                                          |                                          |                                          |                                          |                                          |                                          |                                          |                                          |                                          |                                          |

## Lugares de interés

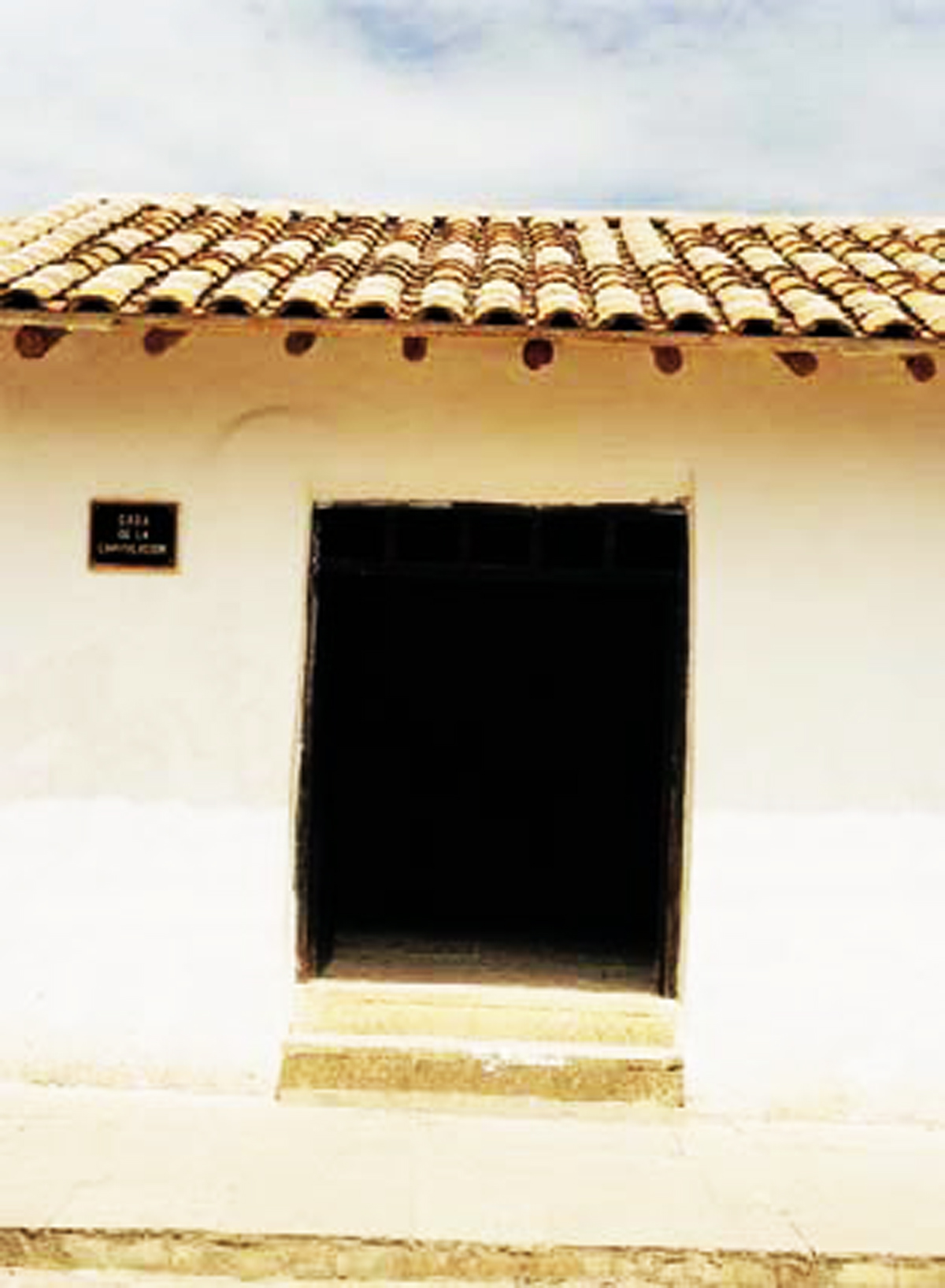

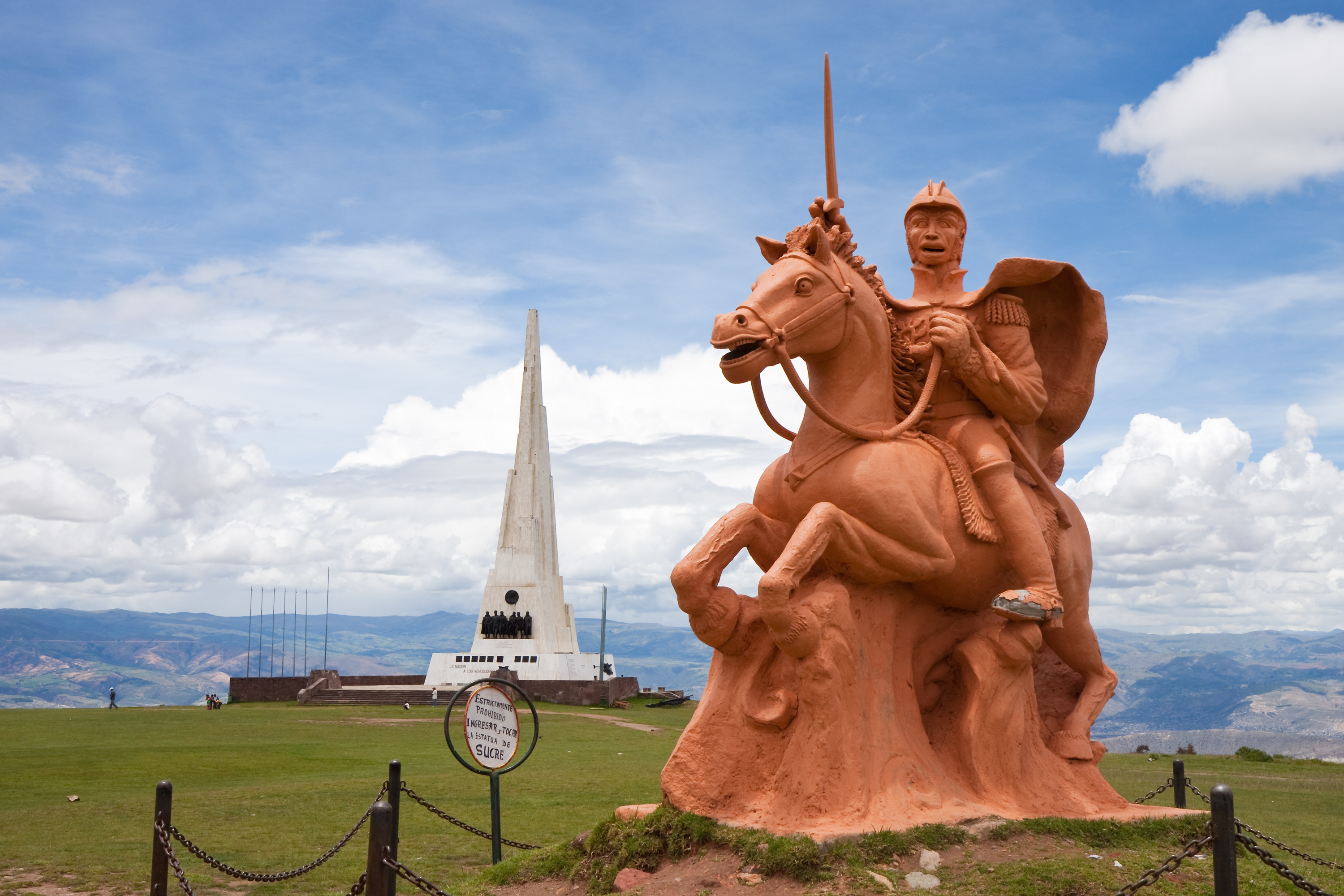

- Santuario Histórico de la Pampa de Ayacucho[7]
- Museo de Sitio de Quinua[8][9]
- Complejo arqueológico Wari[10]

## Cultura
La cerámica de Quinua fue declarada Patrimonio de la Nación.